# Chambre de commerce et d'industrie de Calais
La chambre de commerce et d'industrie de Calais, aussi appelée CCI de Calais, est une ancienne chambre de commerce et d'industrie. Elle était l'une des sept chambres de commerce et d'industrie du département du Pas-de-Calais. Son siège était à Calais, au 24 boulevard des Alliés.
Elle fusionne en 2010 avec la CCI de Boulogne et la CCI de Dunkerque pour former la chambre de commerce et d'industrie Côte d'Opale.

## Historique
La chambre de Commerce et d'industrie de Calais est créée par ordonnance royale du 1er juin 1828. Elle était le prolongement de la commission des délégués consulaires, commission qui commence à fonctionner le 15 décembre 1814 et poursuit ses travaux jusqu'au 27 août 1928. Cette commission siégeait à l'Hôtel de Ville de Calais, place d'Armes. La première mission de cette commission était de créer l'entrepôt réel des douanes. Outre cet entrepôt, la commission des Délégués du commerce entreprend diverses installations et amélioration du port et de la ville, telles que l'empierrement des quais, la construction de baraques, l'acquisition de grues à bras, la plantation de remparts, etc.
À partir de 1822, la commission sollicite la création d'une chambre de Commerce à Calais. Mais en dépit d'une intervention du baron de Coupigny, député du Pas-de-Calais, la demande est rejetée le 15 avril 1823. Les délégués décident de réclamer la création d'un arrondissement communal de Calais. Une nouvelle fois, ils essuient un refus.
De nouvelles démarches entreprises en 1828 sont plus heureuses, et le 1er juin de cette année, une ordonnance royale établit la chambre de commerce de Calais.

## Mission
Comme les autres CCI territoriales, elle exerce des missions de service auprès des entreprises de sa circonscription dans le cadre des orientations données par la CCI de région à laquelle elle est rattachée.
À ce titre :
- Elle crée et gère des centres de formalités des entreprises (CFE).
- Elle peut assurer, en conformité avec les schémas sectoriels, la maîtrise d'ouvrage de tout projet d'infrastructure ou d'équipement ou gérer tout service concourant à l'exercice de ses missions.
- Elle peut se voir charger par l'État, ou toute autre personne publique territoriale, de gérer toute infrastructure ou équipement, notamment de transport, concourant à l'exercice de ses missions.
- Elle peut créer et gérer des établissements de formation professionnelle initiale et continue en cohérence avec le schéma sectoriel.
- Elle peut transférer à la CCI de région une activité ou un équipement antérieurement géré par elle.

Comme toutes les CCI, elle est placée sous la tutelle du Préfet de région assisté par le responsable régional des finances publiques.

### Les services consulaires
- Le Pôle Communication externe : il regroupe la communication externe (comprenant le site Internet, le webmaster et les publications de la CCI, dont CCI Calais Info), le centre d'Information et d'Intelligence économiques[1], le CRM (relation clients), l'accueil et le fichier des entreprises[2].
- Pôle Développement économique : il regroupe le Conseil à l'Industrie , le Conseil à l'Environnement (Environnement, Sécurité, Qualité et plus récemment efficacité énergétique)[3], le Conseil à l'International[4], le Conseil au Commerce, le Conseil au Tourisme[5], le Conseil en Développement des ressources humaines et Formation[6], le Conseil en TIC (Technologies de l'Information et de la Communication : site Web, e-commerce, etc.), devenu le Conseil en Économie numérique[7] et l'Espace Création & Transmission des entreprises[8], dont fait partie le CFE ou Centre de Formalités des Entreprises[9].

### Gestion d'équipements
- Port de Calais[10]

## Pour approfondir